# Nomenclatură binară
Nomenclatura binară este sistemul științific actual de denumire a speciilor. Unii autori, în unele lucrări recente (ex. Sârbu 1999 pag.274) folosesc termenul de „sistem binominal”. Deoarece în Fauna României vol. XVI, Fascicula 1, Editura Academiei Române 2000, termenul folosit este de „nomenclatură binară”, acesta este cel mai potrivit. 
Sistemul de clasificare a organismelor cuprinde următoarele mari unități sistematice sau unități sistematice de bază: regn, încrengătură, clasă, ordin, familie, gen, specie. 
Cel care a folosit pentru prima dată nomenclatura binară a fost biologul suedez Carl von Linné (1707 – 1778) în lucrarea Species plantarum (1753) pentru plante, iar în Systema naturae, ediția a X-a, (1758) pentru animale.    
Metodele anterioare de denumire a speciilor erau extrem de greoaie și erau formate dintr-o înșiruire de nume. Sistemul de denumire folosind nomenclatura binară este simplu de aplicat, ușor de memorat și de folosit. Numele este format din două cuvinte din limba latină. Denumirea unei specii va fi astfel formată din denumirea genului (prima denumire) scrisă cu majusculă, iar a doua denumire este scrisă cu literă mică și reprezintă denumirea speciei. După denumirea speciei se adaugă ca o recunoaștere a meritelor și numele celui care a descris pentru prima dată specia respectivă. Deci, speciile care fac parte din același gen vor avea toate prima denumire identică (scrisă cu majusculă) și a doua denumire (scrisă cu literă mică) va defini specia respectivă. Astfel, ca avantaj major este că putem recunoaște foarte ușor speciile ce aparțin aceluiaș gen, deoarece au prima denumire comună. 
Exemple de scriere a denumirii unor specii:
- pentru nevertebrate: Unio pictorum Linné (scoica mare de râu), Unio crassus Philipsson (scoica mică de râu), Unio tumidus Philipsson;

- pentru vertebrate: Mustela erminea Linné (hermina), Mustela nivalis Linné (nevăstuică), Mustela putorius Linné (dihorul negru sau dihorul de pădure), Mustela eversmanni Linné, (dihorul de stepă);

- pentru plante: Viola jordanii Hanry, Viola canina Linné (viorele salbatice), Viola mirabilis Linné (viorele), Viola uliginosa Bess, Viola joii Janka (tămâioară), Viola odorata Linné (toporaș)

## Lucrări în care este folosit termenul deNomenclatură binară
- Tomescu Cezar Valentin, Taxonomie vegetală, Editura Universității ”Ștefan Cel Mare” Suceava 2020, pag.13.
- Ariniș Ioana, Mihail Aurora, Biologie, Manual pentru clasa a IX-a, Editura Bic All, 2004;
- Fauna României vol. XVI, Fascicula 1, Editura Academiei Române, 2000, pag. 4;
- Programa școlară pentru clasa a IX-a liceu. Ciclul inferior al liceului. Biologie. București 2004. Aprobată prin Ordin al ministrului educației, cercetării și tineretului nr. 3458/ 09.03.2004. Pag.8. Întreaga programă se găsește aici Arhivat în 21 octombrie 2007, la Wayback Machine.